# Rho-onafhankelijke transcriptie-terminatie

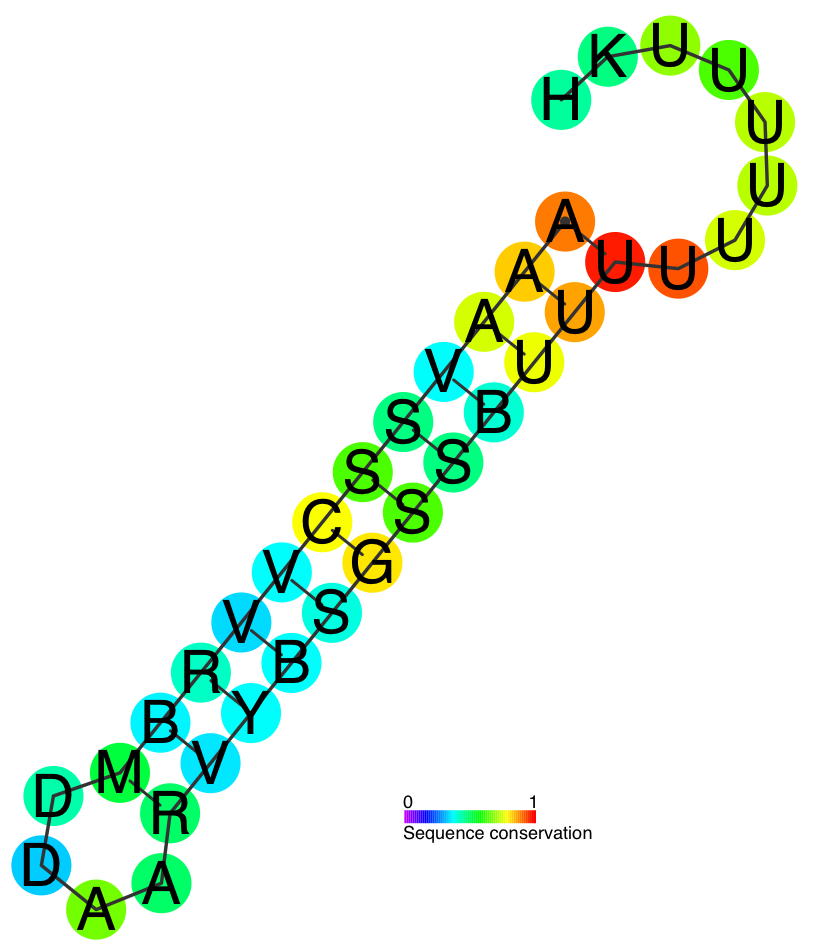
Haarspeldstructuur bij een rho-onafhankelijke transcriptie-terminator

Rho-onafhankelijke transcriptie-terminatie of intrinsieke terminatie is een mechanisme bij prokaryoten, dat ervoor zorgt dat de RNA-transcriptie stopt en de nieuwe RNA-streng van het DNA loslaat. Door dit mechanisme bevat het mRNA een sequentie dat met zichzelf kan paren en zo een haarspeldstructuur van 7 -20 basenparen vormt. Deze structuur is rijk aan  cytosine-guanine basenparen. C-G basenparen hebben een duidelijke basestapelinginteractie (speciaal de G-C basenparen) en kunnen door hun drie waterstofbruggen een stabile RNA-duplex vormen, waardoor het stabieler is dan de DNA-RNA-hybride. Het resultaat is dat de DNA-RNA-hybride van 8 basenparen van het transcriptiecomplex overgaat in een 4basenpaar-hybride. Deze 4bp-hybride heeft een zwakke A-U (adenine-uracil)-basenparing, waardoor het volledige RNA-transcript loslaat van het DNA.